# Heike Henkel
Heike Henkel, de soltera Heike Redetzky, (Kiel, Schleswig-Holstein, Alemania Occidental, 5 de mayo de 1964) es una exatleta alemana especialista en salto de altura que fue campeona olímpica en los Juegos de Barcelona 1992 y campeona del mundo en Tokio 1991.

## Trayectoria
En 1984 se proclamó por primera vez campeona de la RFA. Con 20 años participó en los Juegos Olímpicos de Los Ángeles 1984, finalizando en 11.ª posición con 1.91 m. En 1986 fue sexta en los Campeonatos de Europa al aire libre celebrados en Stuttgart.
En 1987 fue sexta en los Campeonatos del Mundo al aire libre de Roma. En los Juegos Olímpicos de Seúl 1988 fue novena en la final. En 1989 consiguió superar por primera vez en su vida la barrera de los dos metros, saltando 2.00 m en Colonia, la quinta mejor marca mundial del año.
En 1990 se proclamó campeona de Europa En pista cubierta en Glasgow, y ya en el verano consiguió su primer gran título, el oro de los Campeonatos de Europa al aire libre celebrados en Split, con un salto de 1.99 m. En 1991 ganó el oro tanto en los Campeonatos del Mundo en pista cubierta de Sevilla, como en los Campeonatos del Mundo al aire libre de Tokio, donde además lo hizo con un salto de 2.05 m., la mejor marca de su vida al aire libre, y la mejor del mundo ese año.
El 9 de febrero de 1992, durante los Campeonatos de Alemania en pista cubierta celebrados en Karlsruhe, batió el récord mundial en pista cubierta de salto de altura con 2.07 m., el mejor salto de su vida en cualquier superficie. Este récord permaneció vigente hasta 2006 cuando fue batido en Arnstadt por la sueca Kajsa Bergqvist, que salto 2.08 m.
Su éxito más importante llegó ese mismo verano con la medalla de oro en los Juegos Olímpicos de Barcelona 1992. Allí saltó 2.02 m., y superó a la rumana Alina Astafei (plata con 2.00 m.) y a la cubana Ioamnet Quintero (bronce con 1.97 m.). De este modo Henkel completaba la triple corona de campeona olímpica, mundial y europea, dejando claro que era la mejor saltadora del momento. Fue elegida ese año como la mejor atleta femenina del mundo.
A partir de su triunfo olímpico su carrera ya no fue tan brillante. En 1993 su éxito más importante fue la plata en los mundiales en pista cubierta de Toronto, con un salto de 2,02 m. En el verano de ese mismo año salto 2,01 m. en Wörrstadt, la segunda mejor marca mundial del año, solo superada por los 2,05 m de la plusmarquista mundial, la búlgara Stefka Kostadinova.
En 1995 ganó el bronce en los mundiales en pista cubierta de Barcelona. Las lesiones le obligaron a poner punto final a su carrera en 1996.
Su nombre de soltera era Heike Redetzky. En 1989 se casó con Rainer Henkel y tomó su apellido. Se divorciarían en 2001. Fue 18 veces campeona de Alemania (9 al aire libre y 9 en pista cubierta). Durante su carrera estuvo dirigida por Gerd Osenberg. Sus 2,05 m al aire libre siguen siendo el récord de Alemania.

## Resultados
| Año  | Competición                            | Lugar        | Puesto | Marca |
| ---- | -------------------------------------- | ------------ | ------ | ----- |
| 1984 | Juegos Olímpicos                       | Los Ángeles  | 11.ª   | 1.91  |
| 1986 | Campeonato de Europa                   | Stuttgart    | 6.ª    | 1.90  |
| 1987 | Campeonato de Europa En pista cubierta | Liévin       | 5.ª    | 1.91  |
| 1987 | Campeonato del Mundo En pista cubierta | Indianápolis | 6.ª    | 1.91  |
| 1987 | Campeonato del Mundo                   | Roma         | 6.ª    | 1.96  |
| 1988 | Campeonato de Europa En pista cubierta | Budapest     | 2.ª    | 1.97  |
| 1988 | Juegos Olímpicos                       | Seúl         | Elim   | 1.90  |
| 1989 | Campeonato del Mundo En pista cubierta | Budapest     | 3.ª    | 1.94  |
| 1990 | Campeonato de Europa En pista cubierta | Glasgow      | 1.ª    | 2.00  |
| 1990 | Campeonato de Europa                   | Split        | 1.ª    | 1.99  |
| 1991 | Campeonato del Mundo En pista cubierta | Sevilla      | 1.ª    | 1.99  |
| 1991 | Campeonato del Mundo                   | Tokio        | 1.ª    | 2.05  |
| 1992 | Campeonato de Europa En pista cubierta | Génova       | 1.ª    | 2.02  |
| 1992 | Juegos Olímpicos                       | Barcelona    | 1.ª    | 2.02  |
| 1993 | Campeonato del Mundo En pista cubierta | Toronto      | 2.ª    | 2.02  |
| 1993 | Campeonato del Mundo                   | Stuttgart    | Elim   | 1.90  |
| 1995 | Campeonato del Mundo En pista cubierta | Barcelona    | 3.ª    | 1.99  |
| 1995 | Campeonato del Mundo                   | Gotemburgo   | Elim   | 1.93  |

### Mejores marcas
- Al aire libre - 2.05 m. (Tokio, 1991)
- En pista cubierta - 2.07 m. (Karlsruhe, 1992)